# Materiale motore della Deutsche Bundesbahn
Questa pagina contiene una lista dei gruppi di locomotive e automotrici che sono state immatricolate nel parco della Deutsche Bundesbahn dalla sua costituzione (1949) alla sua incorporazione nella Deutsche Bahn (1994).

## Locomotive elettriche
| Gruppo       | Gruppo   | Provenienza | Rodiggio     | Note                                                                      |
| fino al 1967 | dal 1968 | Provenienza | Rodiggio     | Note                                                                      |
| ------------ | -------- | ----------- | ------------ | ------------------------------------------------------------------------- |
| E 03         | 103      |             | Co'Co'       |                                                                           |
| E 04         | 104      |             | 1'Co 1'      |                                                                           |
| E 10         | 110      |             | Bo'Bo'       |                                                                           |
|              | 111      |             | Bo'Bo'       |                                                                           |
| E 10.12      | 112      |             | Bo'Bo'       | Trasformazione dal gruppo E 10, dal 1991 gruppo 113                       |
|              | 112.0    | DR 212      | Bo'Bo'       | cedute nel 1991 dalla DR                                                  |
|              | 112.1    |             | Bo'Bo'       | progettate dalla DR, ordinate dalla DB                                    |
|              | 113      |             | Bo'Bo'       | fino al 1991 gruppo 112                                                   |
|              | 114      |             | Bo'Bo'       | Locomotive gruppo 112 con velocità massima ridotta a 140 km/h             |
| E 16         | 116      | DR E 16     | 1'Do 1'      |                                                                           |
| E 17         | 117      | DR E 17     | 1'Do 1'      |                                                                           |
| E 18         | 118      | DR E 18     | 1'Do 1'      |                                                                           |
| E 19         | 119      | DR E 19     | 1'Do 1'      |                                                                           |
|              | 120      |             | Bo'Bo'       |                                                                           |
| E 32         | 132      | DR E 32     | 1'C 1'       |                                                                           |
| E 40         | 140      |             | Bo'Bo'       |                                                                           |
| E 40.11      | 139      |             | Bo'Bo'       |                                                                           |
| E 41         | 141      |             | Bo'Bo'       |                                                                           |
|              | 143      | DR 243      | Bo'Bo'       | cedute nel 1991 dalla DR                                                  |
| E 44         | 144      | DR E 44     | Bo'Bo'       |                                                                           |
| E 44.5       | 144.5    | DR E 44.5   | Bo'Bo'       |                                                                           |
| E 50         | 150      |             | Co'Co'       |                                                                           |
|              | 151      |             | Co'Co'       |                                                                           |
| E 52         | 152      |             | 2'BB 2'      |                                                                           |
|              | 155      | DR 250      | Co'Co'       | cedute nel 1991 dalla DR                                                  |
| E 60         | 160      | DR E 60     | 1'C          |                                                                           |
| E 62         |          | DR E 62     | 1'C 1'       |                                                                           |
| E 63         | 163      | DR E 63     | C            |                                                                           |
| E 69         | 169      | DR E 69     | Bo           |                                                                           |
| E 70.2       |          | DR E 70.2   | 1'C 1'       |                                                                           |
| E 71.1       |          | DR E 71.1   | B'B'         |                                                                           |
| E 72         |          | BBÖ 1005    | 1'B 1'       |                                                                           |
| E 73         |          |             | Bo'Bo'       |                                                                           |
| E 75         | 175      | DR E 75     | 1'BB 1'      |                                                                           |
| E 80         |          | DR E 80     | (A1A)'(A1A)' |                                                                           |
| E 91         | 191      | DR E 91     | C'C'         |                                                                           |
| E 93         | 193      | DR E 93     | Co'Co'       |                                                                           |
| E 94         | 194      | DR E 94     | Co'Co'       |                                                                           |
| E 170        | ?        | ?           | ?            |                                                                           |
| E 244        |          | DR E 244    | Bo'Bo'       | Trasformazione del gruppo E 44                                            |
| E 310        | 181      |             | Bo'Bo'       | Locomotiva bitensione per il servizio verso Francia e Lussemburgo         |
| E 320        | 182      |             | Bo'Bo'       | Locomotiva bitensione per il servizio verso Francia e Lussemburgo         |
| E 344        | 183      |             | Bo'Bo'       | Locomotiva bitensione per il servizio verso Francia e Lussemburgo         |
| E 410        | 184      |             | Bo'Bo'       | Locomotiva bitensione per il servizio verso Belgio, Francia e Lussemburgo |

## Locomotive diesel
| Gruppo       | Gruppo   | Provenienza                          | Rodiggio       | Note                                                  |
| fino al 1967 | dal 1968 | Provenienza                          | Rodiggio       | Note                                                  |
| ------------ | -------- | ------------------------------------ | -------------- | ----------------------------------------------------- |
| Kdl 01       | 91       |                                      | B              | automotore da manovra                                 |
|              | 201      |                                      | Bo'Bo'         | prototipo Krupp-AEG ME 1500                           |
|              | 202      |                                      | Bo'Bo', Co'Co' | prototipi Henschel-SSW DE 2000 e Henschel-BBC DE 2500 |
|              | 210      |                                      | B'B'           | con turbina a gas                                     |
| V 16         |          |                                      | B'B'           |                                                       |
| V 100.10     | 211      |                                      | B'B'           |                                                       |
| V 100.20     | 212      |                                      | B'B'           |                                                       |
| V 100.23     | 213      |                                      | B'B'           |                                                       |
|              | 214      |                                      | B'B'           | trasformazione dal gruppo 212                         |
|              | 215      |                                      | B'B'           |                                                       |
| V 160        | 216      |                                      | B'B'           |                                                       |
| V 162        | 217      |                                      | B'B'           |                                                       |
|              | 218      |                                      | B'B'           |                                                       |
| V 169        | 219      |                                      | B'B'           |                                                       |
| V 200.0      | 220      |                                      | B'B'           |                                                       |
| V 200.1      | 221      |                                      | B'B'           |                                                       |
| V 300        | 230      |                                      | C'C'           | prototipo Krauss-Maffei ML 2200 C'C'                  |
| V 320        | 232      |                                      | C'C'           |                                                       |
|              | 232      | DR 130                               | Co'Co'         | cedute nel 1993 dalla DR                              |
| V 36         | 236      | Wehrmachtslokomotive WR 360 C 14     | C              |                                                       |
| V 140        |          |                                      | 1'C1'          |                                                       |
|              | 240      |                                      | Co'Co'         | prototipo MaK DE 1024                                 |
| V 45         | 245      |                                      | B              |                                                       |
| V 50         |          |                                      | C              |                                                       |
| V 51         | 251      |                                      | B'B'           | scartamento 750 mm                                    |
| V 52         | 252      |                                      | B'B'           | scartamento 1000 mm                                   |
|              | 259      |                                      | Bo'Bo', C, Co' | prototipi vari                                        |
| V 60         | 260      |                                      | C              | dal 1987 gruppo 360                                   |
| V 60         | 261      |                                      | C              | dal 1987 gruppo 361                                   |
| V 65         | 265      |                                      | D              |                                                       |
|              | 267      |                                      | B'B'           | dal 1977 gruppo 715                                   |
| V 20         | 270      | Wehrmachtslokomotiven WR 200 B 14    | B              |                                                       |
| V 22         | 270      | Wehrmachtslokomotiven WR 220 B und C | B, C           |                                                       |
|              | 279      |                                      | D              | locomotive della Söhrebahn                            |
| V 80         | 280      |                                      | B'B'           |                                                       |
| V 88         |          |                                      | B'B'           | tipo Henschel DH 875                                  |
| V 188        | 288      | Wehrmachtslokomotive D 311           | Do + Do        |                                                       |
| V 90         | 290      |                                      | B'B'           |                                                       |
|              | 291      |                                      | B'B'           |                                                       |
| V 99         | 299      |                                      | B'B'           | scartamento 1000 mm                                   |

## Automotrici ed elettrotreni
- Elettrotreno DB ET 27
- Elettrotreno DB ET 56
- Automotrice DB ETA 150